# Weiler (Cochem-Zell)
Pour les articles homonymes, voir Weiler.
Weiler est une municipalité allemande située dans le land de Rhénanie-Palatinat et l'arrondissement de Cochem-Zell.